# Marcoux (Loire)
Pour les articles homonymes, voir Marcoux.
Marcoux /maʁ.ku/ est une commune française située dans le département de la Loire en région Auvergne-Rhône-Alpes, et faisant partie de Loire Forez Agglomération.
L'emblème de la commune est le milan.

## Géographie
Marcoux fait partie du Forez.

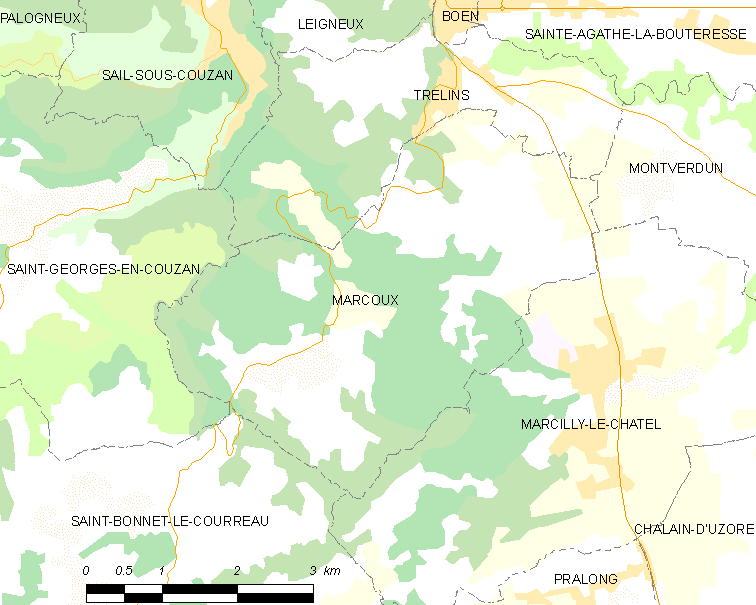
Localisation du village et des communes aux alentours

Le bourg est situé dans le vignoble des côtes-du-forez, à 4 km au sud de Boën et à 15 km au nord de Montbrison. La majorité de la population habite dans les coteaux dominant la plaine.
Le climat, semi-continental, est un des plus secs de Rhône-Alpes, car Marcoux se situe juste au pied de la partie la plus haute des monts du Forez. Les nuages, bloqués par les crêtes, déversent une grande partie de leur eau sur le versant auvergnat, laissant Marcoux au sec (ce phénomène météorologique s'appelle l'effet de fœhn).
Le haut de la commune, tant par l'habitat en pierre que par le climat, se rattache aux monts du Forez.
À l'ouest, la commune est bordée par le Lignon du Forez au niveau du barrage de Vaux. Au nord se dresse le volcan de Montaubourg. Âgé de plus de 60 millions d'années, il serait l'un des plus vieux volcans d'Europe.
|                          | Trelins | Montverdun         |
| Saint-Georges-en-Couzan  | Marcoux |                    |
| Saint-Bonnet-le-Courreau |         | Marcilly-le-Châtel |

## Produits locaux
- Le fromage produit dans la région est la Fourme de Montbrison.
- Le vin produit a l’appellation Côtes-du-forez.

### Climat
Pour des articles plus généraux, voir Climat d'Auvergne-Rhône-Alpes et Climat de la Loire.
En 2010, le climat de la commune est de type climat des marges montargnardes, selon une étude du Centre national de la recherche scientifique s'appuyant sur une série de données couvrant la période 1971-2000. En 2020, Météo-France publie une typologie des climats de la France métropolitaine dans laquelle la commune est exposée à un climat de montagne ou de marges de montagne et est dans la région climatique Nord-est du Massif Central, caractérisée par une pluviométrie annuelle de 800 à 1 200 mm, bien répartie dans l’année.
Pour la période 1971-2000, la température annuelle moyenne est de 10,3 °C, avec une amplitude thermique annuelle de 16,6 °C. Le cumul annuel moyen de précipitations est de 841 mm, avec 10,1 jours de précipitations en janvier et 7,1 jours en juillet. Pour la période 1991-2020, la température moyenne annuelle observée sur la station météorologique de Météo-France la plus proche, « Boën-sur-Lignon », sur la commune de Boën-sur-Lignon à 4 km à vol d'oiseau, est de 11,8 °C et le cumul annuel moyen de précipitations est de 629,5 mm,. Pour l'avenir, les paramètres climatiques de la commune estimés pour 2050 selon différents scénarios d'émission de gaz à effet de serre sont consultables sur un site dédié publié par Météo-France en novembre 2022.

## Urbanisme

### Typologie
Au 1er janvier 2024, Marcoux est catégorisée commune rurale à habitat dispersé, selon la nouvelle grille communale de densité à sept niveaux définie par l'Insee en 2022.
Elle est située hors unité urbaine. Par ailleurs la commune fait partie de l'aire d'attraction de Montbrison, dont elle est une commune de la couronne,. Cette aire, qui regroupe 27 communes, est catégorisée dans les aires de moins de 50 000 habitants,.

### Occupation des sols
L'occupation des sols de la commune, telle qu'elle ressort de la base de données européenne d’occupation biophysique des sols Corine Land Cover (CLC), est marquée par l'importance des forêts et milieux semi-naturels (48 % en 2018), une proportion identique à celle de 1990 (48 %). La répartition détaillée en 2018 est la suivante : 
forêts (48 %), zones agricoles hétérogènes (33,9 %), terres arables (10,7 %), zones urbanisées (5,7 %), prairies (1,7 %). L'évolution de l’occupation des sols de la commune et de ses infrastructures peut être observée sur les différentes représentations cartographiques du territoire : la carte de Cassini (XVIIIe siècle), la carte d'état-major (1820-1866) et les cartes ou photos aériennes de l'IGN pour la période actuelle (1950 à aujourd'hui).

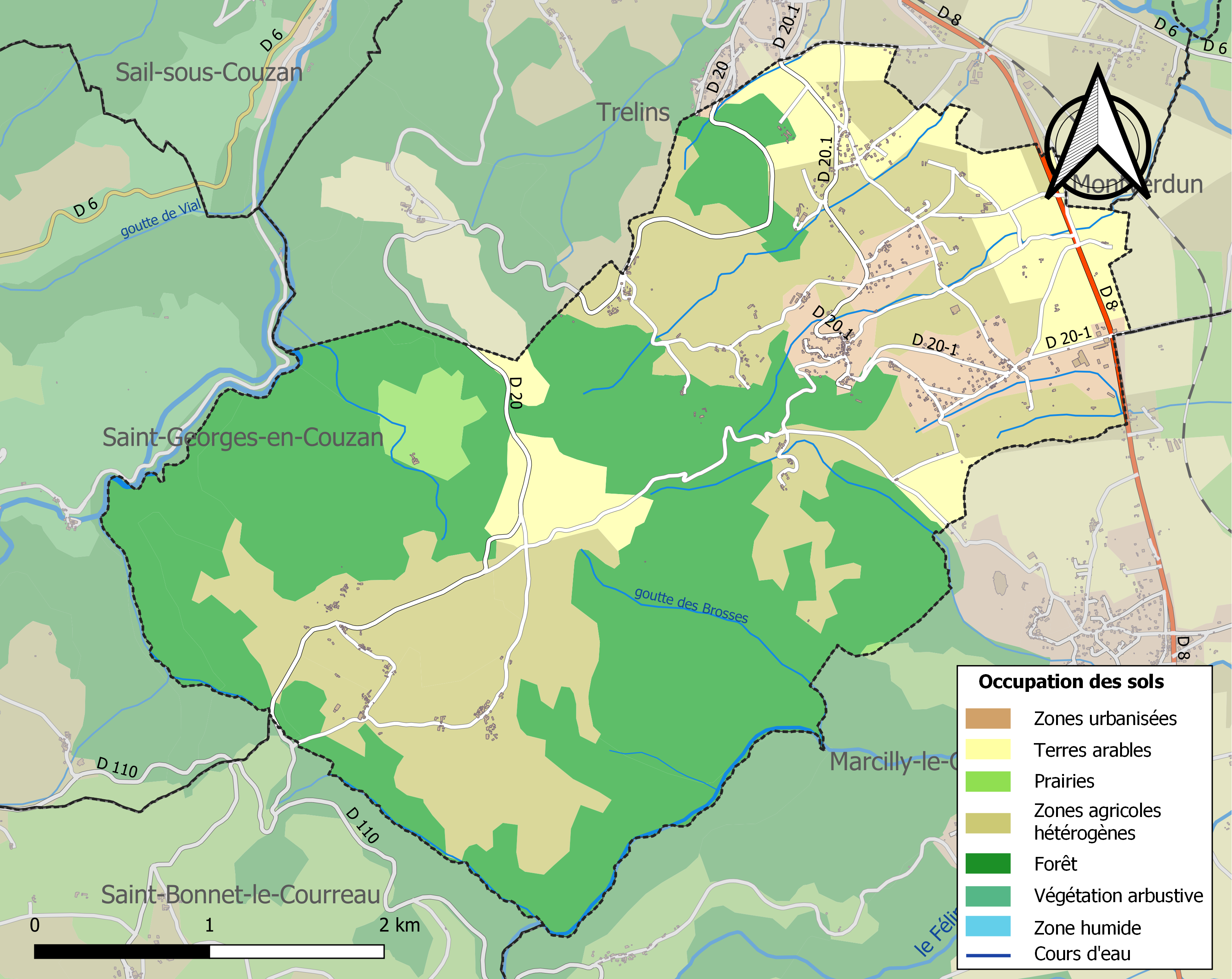
Carte des infrastructures et de l'occupation des sols de la commune en 2018 (CLC).

## Blasonnement
|  | Les armoiries de Marcoux se blasonnent ainsi : Écartelé: aux 1er et 4e de sinople à la pomme de pin d'or, chapé ployé parti à dextre d'azur chargé d’une tête de cheval d'argent et à senestre d'argent chargé d’un cep de vigne de sable, feuillé de sinople et fruité de gueules, les têtes de cheval affrontées, aux 2e et 3e de gueules au heaume de tournoi d'argent taré de profil ; sur le tout, un écusson de sable à la croix latine pattée et alésée d'argent. |

## Politique et administration
| Période                                  | Période   | Identité             | Étiquette | Qualité                                                          |
| ---------------------------------------- | --------- | -------------------- | --------- | ---------------------------------------------------------------- |
| Les données manquantes sont à compléter. |           |                      |           |                                                                  |
| 1945                                     | 1953      | Jean-Marie Guillot   |           |                                                                  |
| 1953                                     | mars 1977 | Jean Duclos          |           |                                                                  |
| mars 1977                                | mars 1989 | Jean-Célestin Duclos |           |                                                                  |
| mars 1989                                | mars 2001 | Joannès Laffay       |           |                                                                  |
| mars 2001                                | mars 2014 | Jean-Bernard Roche   |           |                                                                  |
| mars 2014                                | En cours  | Pierre Verdier       |           | Ancien artisan, commerçant, chef d'entreprise de TP et transport |

Marcoux faisait partie de la communauté de communes du Pays d'Astrée de 1995 à 2016 puis a intégré Loire Forez Agglomération.

## Démographie
L'évolution du nombre d'habitants est connue à travers les recensements de la population effectués dans la commune depuis 1793. Pour les communes de moins de 10 000 habitants, une enquête de recensement portant sur toute la population est réalisée tous les cinq ans, les populations de référence des années intermédiaires étant quant à elles estimées par interpolation ou extrapolation. Pour la commune, le premier recensement exhaustif entrant dans le cadre du nouveau dispositif a été réalisé en 2005.

En 2022, la commune comptait 783 habitants, en évolution de +6,24 % par rapport à 2016 (Loire : +1,32 %, France hors Mayotte : +2,11 %).
| 1793 | 1800 | 1806 | 1821 | 1831 | 1836 | 1841 | 1846 | 1851 |
| ---- | ---- | ---- | ---- | ---- | ---- | ---- | ---- | ---- |
| 627  | 642  | 613  | 652  | 664  | 718  | 738  | 767  | 887  |

| 1856 | 1861 | 1866 | 1872 | 1876 | 1881 | 1886 | 1891 | 1896 |
| ---- | ---- | ---- | ---- | ---- | ---- | ---- | ---- | ---- |
| 893  | 867  | 836  | 764  | 784  | 882  | 885  | 858  | 774  |

| 1901 | 1906 | 1911 | 1921 | 1926 | 1931 | 1936 | 1946 | 1954 |
| ---- | ---- | ---- | ---- | ---- | ---- | ---- | ---- | ---- |
| 729  | 716  | 673  | 614  | 625  | 580  | 577  | 530  | 541  |

| 1962 | 1968 | 1975 | 1982 | 1990 | 1999 | 2005 | 2006 | 2010 |
| ---- | ---- | ---- | ---- | ---- | ---- | ---- | ---- | ---- |
| 500  | 451  | 464  | 482  | 522  | 564  | 654  | 655  | 728  |

| 2015 | 2020 | 2022 | - | - | - | - | - | - |
| ---- | ---- | ---- | - | - | - | - | - | - |
| 744  | 780  | 783  | - | - | - | - | - | - |

## Lieux et monuments
- Le château de Goutelas, qui domine la plaine du Forez, est une maison forte du XVIe siècle qui a été remaniée à la Renaissance. Le château est embelli par les architectes Michel-Ange Dal Gabbio puis Michel Dal'Gabbio (neveu du précédent)  entre 1777 et 1779, sur demande de Philippe du Cros Papon de Montmars. La restauration en a été commencée en 1961 par Paul Bouchet ; le château a été ouvert à des manifestations culturelles[18].
- La zone artisanale de la Tuilerie, à l'est, témoigne de plus de deux siècles d'exploitation de l'argile. Seul le plus vieux bâtiment date de cette période, il porte le nom de tuilerie Pradelle.
- La vingtaine de Croix disposées sur l'ensemble de la commune. Un chemin spécifique pour les découvrir a été créé, avec son explication sous forme de livret[19].
- Église Saint-Christophe de Marcoux. Elle est inscrite à l'Inventaire général du patrimoine culturel[20].

## Personnalités liées à la commune
- Jean Papon, écrivain français né en 1505, est décédé au château de Goutelas le 6 novembre 1590. Il fut appelé le Grand Juge et une salle du château porte ce nom.
- Paul Bouchet, conseiller d'État honoraire, a lancé en 1961 la restauration du château de Goutelas.
- Le jazzman Duke Ellington, émerveillé par l'histoire de cette restauration, y a donné un concert en 1966. Il a composé la symphonie Goutelas suite en 1971. Son fils Mercer est venu en 1994.